# Scardinius knezevici
Scardinius knezevici är en fiskart som beskrevs av Pier Giorgio Bianco och Maurice Kottelat 2005. Scardinius knezevici ingår i släktet Scardinius och familjen karpfiskar. IUCN kategoriserar arten globalt som livskraftig. Inga underarter finns listade i Catalogue of Life.